# Zwarte Piet
Zwarte Piet (letzeburgsk: Schwaarze Péiter, indonesisk: Pit Hitam, frisisk: Swarte Pyt) er Sinterklaas' hjælper i nederlandsk folkeminde. Figuren kendes første gang fra en bog fra 1850 af skolelæreren Jan Schenkman fra Amsterdam. Traditionelt er Zwarte Piet sort, fordi han er en spansk maurer.

## Zwarte Piet og racisme
Zwarte Piet er traditionelt portrætteret af hvide mennesker, der er klædt ud som sorte mennesker, ved at være malet sorte i ansigtet, have påmalet forstørrede læber og bære afro-parykker. En form for udklædning, man på engelsk betegner som Blackface (en). .
I 2019 var der anti-racistiske demonstrationer imod Zwarte Piet i 18 nederlandske byer. De anti-racistiske demonstranter, som var imod Zwarte Piet, blev nogle steder mødt af moddemonstranter, der støttede Zwarte Piet traditionen, og som kastede blandt andet æg og bananer efter de anti-racistiske demonstranter.
I 2020 er støtten til Zwarte Piet faldet i Nederlandene. Blandt andet har den nederlandske premierminister Mark Rutte i 2020 udtalt, at han forventer at Zwarte Piet traditionen vil uddø indenfor de næste få år.  En ny tone fra den nederlandske premierminister, som i 2014 udtalte støtte til traditionen omkring Zwarte Piet.